# Tufnell Park (stanice metra v Londýně)
Tufnell Park je stanice metra v Londýně, otevřená byla 22. června 1907. Modernizace stanice proběhla v roce 2004. Nachází se na lince:
- Northern Line mezi stanicemi Archway a Kentish Town.

| Rok  | Počet cestujících |
| ---- | ----------------- |
| 2011 | 3,55 mil.         |
| 2012 | 3,68 mil.         |
| 2013 | 3,94 mil.         |
| 2014 | 3,94 mil.         |